# Andrij Voronin
Andrij Viktorovytsj Voronin (Oekraïens: Андрій Вікторович Воронін, Russisch: Андрей Викторович Воронин) (Odessa, 21 juli 1979) is een Oekraïens voormalig voetballer die hoofdzakelijk als aanvaller speelde. Hij kwam van 1997 tot en met 2014 uit voor Borussia Mönchengladbach, FSV Mainz 05, 1. FC Köln, Bayer 04 Leverkusen, Liverpool, Hertha BSC, Dinamo Moskou en Fortuna Düsseldorf. In februari 2015 beëindigde hij zijn loopbaan.
Voronin was van 2002 tot en met 2012 international in het Oekraïens voetbalelftal, waarvoor hij 74 wedstrijden speelde en acht keer scoorde. Hij maakte zijn in maart 2002 zijn debuut als international tijdens een 4-1-overwinning op Roemenië. In september 2002 maakte hij zijn eerste doelpunt voor het Oekraïens voetbalelftal, tegen Griekenland. Voronin maakte deel uit van het nationale team op het WK 2006, waarop Oekraïne tot de kwartfinales kwam. Hij behoorde ook tot de nationale selectie die als gastland deelnam aan het EK 2012.

## Carrière
| Seizoen   | Club                     | Competitie     | Wedstrijden | Doelpunten |
| --------- | ------------------------ | -------------- | ----------- | ---------- |
| 1997/98   | Borussia Mönchengladbach | Bundesliga     | 7           | 1          |
| 1999/00   | Borussia Mönchengladbach | Bundesliga     | 2           | 0          |
| 2000/01   | FSV Mainz 05             | Bundesliga     | 10          | 1          |
| 2001/02   | FSV Mainz 05             | Bundesliga     | 34          | 8          |
| 2002/03   | FSV Mainz 05             | Bundesliga     | 31          | 20         |
| 2003/04   | 1. FC Köln               | Bundesliga     | 19          | 4          |
| 2004/05   | Bayer Leverkusen         | Bundesliga     | 32          | 15         |
| 2005/06   | Bayer Leverkusen         | Bundesliga     | 29          | 7          |
| 2006/07   | Bayer Leverkusen         | Bundesliga     | 31          | 10         |
| 2007/08   | Liverpool                | Premier League | 19          | 5          |
| 2008/09   | → Hertha BSC             | Bundesliga     | 27          | 11         |
| 2009/10   | Liverpool                | Premier League | 8           | 0          |
| 2010      | Dinamo Moskou            | Premjer-Liga   | 26          | 4          |
| 2011-2012 | Dinamo Moskou            | Premjer-Liga   | 37          | 11         |
| 2012-2013 | → Fortuna Düsseldorf     | Bundesliga     | 10          | 0          |
| 2013-2014 | Dinamo Moskou            | Premjer-Liga   | 17          | 7          |
| Totaal    | Totaal                   | Totaal         | 339         | 104        |